# Hubička (povídka)
Tato povídka Karoliny Světlé patří mezi její díla inspirovaná a odehrávající se na české vsi. Realisticky vykreslený obraz života vesnice v polovině 19. století dává nahlédnout do zvyků i vztahů na vsi a snaží se ukázat na to, co je ve vztahu muže a ženy považováno za společností přípustné a co ne. Hlavní hrdinka trvající na svých zásadách je zde považována za tvrdohlavou a z pohledu muže odmítající podřídit se jeho přáním a touhám. Tím se povídka řadí mezi autorčina díla zabývající se postavením a právy žen v osobním i společenském životě.
Známou je povídka také proto, že posloužila Elišce Krásnohorské jako námět pro libreto ke stejnojmenné opeře Bedřicha Smetany.

## Děj
Děj povídky začíná překvapivou smrtí mladé Lukášky. Její manžel, Lukáš Paloucký, zůstává sám s malým děckem na statku. Drží za zemřelou manželku „předepsaných“ šest neděl smutku a celou tu dobu doufá, že si bude moci pak vzít svoji dávnou lásku Vendulku Palouckou, na kterou nikdy nepřestal myslet, i když jej rodiče oženili s jinou ženou, ale nechtěl být proti jejich vůli.
Po šesti týdnech od pohřbu nechá za zemřelou sloužit poslední mši a podle zvyku zapije svůj smutek z její smrti s přáteli. Po té sebere švagra a jde za starým Palouckým, přezdívaným ve vsi kmotr Stejskálek, žádat o ruku jeho dcery Vendulky. Snadno se dohodnou, že Vendulku dostane za ženu. Jenom kmotr Stejskálek jej varuje, že Vendulka je tuze tvrdohlavá, a protože on, Lukáš, je také tvrdohlavý, nemusí to dělat v jejich domácnosti dobrotu. Nikdo však na jeho upozornění nedá.
Vendulka se hned nastěhuje k Lukášovi na statek, protože mu chce pomoci s dítětem a velkým hospodářstvím, aby nemusel na dobu do svatby najímat na pomoc někoho cizího za peníze. Protože jejich svatbu musí posvětit biskup, mohla by to být doba dosti dlouhá. O vše se ihned začne pečlivě starat a i místní čeládka si ji oblíbí. V první večer Lukáš Vendulku hned políbí jako za starých časů, kdy se spolu scházeli. Jenže ona se mu brání a nechce to, dokud nebude svatba, protože zatím cítí, že on stále patří své první ženě. Přitom Lukáše přesvědčuje, že jediným důvodem, proč se k němu ihned nastěhovala, je opravdu pouze snaha mu z lásky pomoci s jeho dítětem a statkem.
Protože Lukáš je také hlava paličatá, začne odcházet do hospody a dlouho do noci popívat, i když to předtím nikdy nedělal. Ona jeho počínání chápe, ale stále mu odmítá dát hubičku, po které on převelice touží. Vendulčino odmítání a stálost jejího názoru jej podněcuje stále k větším schválnostem, které vyvrcholí jednoho večera, kdy si Lukáš před statek přivede muziku a nějaká děvčata, s nimiž provokativně tančí. Vendulka se proto rozhodne od něj odejít a dát se někde do služby, aby se nemusela na jeho výstupy a její zesměšňování před celou vesnicí dívat. Tak nechá v noci dítě na služku a odejde.
Když on se baví s chasou a muzikanty, postupně si uvědomí, že přece jen má Vendulku rád a není hezké ji takto ubližovat. Vrátí se od zábavy domů a tam zjistí, že Vendulka odešla. Přitom si uvědomí, že skutečná láska nespočívá v tom, že se mu Vendulka podřídí, ale v tom, že se mají navzájem v úctě. Vendulka šla zatím ke své staré tetě Martince, aby spolu s ní pašovala drahé látky přes hranici, a tak si vydělala nějaké peníze. Na první společné cestě se velmi vyleká starého pašeráka, když ten na ni míří bambitkou, a rozhodne se, že tímto způsobem se nebude živit, raději se vrátí ke svému Lukášovi a bude k němu vstřícnější. Vendulka se s Lukášem setkává u domu Martinky, kde si s radostí a láskou padnou do náruče a políbí se jako za starých časů.